# Гришино (Зоринський район)
Гри́шино (рос. Гришино) — село у складі Зоринського району Алтайського краю, Росія. Адміністративний центр Гришинської сільської ради.

## Населення
Населення — 517 осіб (2010; 558 у 2002).
Національний склад (станом на 2002 рік):
- росіяни — 92 %